# GSC6546-2923
GSC6546-2923 — хімічно пекулярна зоря спектрального класу Si, що має видиму зоряну величину в смузі V приблизно 10,4.